# Poliops auratus
Poliops auratus är en tvåvingeart som beskrevs av Campos 1953. Poliops auratus ingår i släktet Poliops och familjen parasitflugor. Inga underarter finns listade i Catalogue of Life.